# Chung Ju-yung
Đây là một tên người Triều Tiên, họ là Chung.
Chung Ju-yung (Hangul: 정주영, Hanja: 鄭周永, Hán-Việt: Trịnh Chu Vĩnh, sinh ngày 25 tháng 11 năm 1915 – mất ngày 21 tháng 3 năm 2001) là nhà tư bản công nghiệp, doanh nhân người Hàn Quốc, nhà sáng lập tập đoàn Hyundai. Ông là một trong những nhà công nghiệp có tầm ảnh hưởng lớn nhất Hàn Quốc.

## Cuộc đời

### Thời niên thiếu
Ông sinh ra trong một gia đình nông dân nghèo thuộc tỉnh Tongchon, Triều Tiên (hiện nay thuộc Cộng hòa Dân chủ Nhân dân Triều Tiên, một tỉnh giáp với biên giới Hàn Quốc). Chung Ju-yung là con trưởng trong số 6 người con của gia đình. Khi còn là một cậu bé, ông mơ ước trở thành một giáo viên nhưng mơ ước của ông đành phải dang dở do gia cảnh nghèo khó. Bất chấp những khó khăn đó, mỗi khi rảnh việc trên đồng, ông vẫn tiếp tục theo học một trường Khổng giáo ở địa phương do chính người ông của mình làm giáo viên đứng lớp.
Tài năng kinh doanh của ông bộc lộ rõ trong những chuyến đi vào thành phố để bán hàng. Nhịp điệu khẩn trương của cuộc sống đô thị cùng với những bản tin trên báo mà ông đọc làm trí tưởng của ông trở nên sáng sủa và ông nhanh chóng cảm thấy chán nản với cảnh nghèo khó mà ông và gia đình phải chịu đựng. Vào năm 16 tuổi, Chung Ju-Yung và một người bạn quyết định lên thành phố Chongjin làm việc với hy vọng sẽ thoát khỏi thực tại khó khăn của cuộc sống nhà nông. Sau khi trải qua con đường dài 15 dặm xuyên qua những khu vực nguy hiểm nhất của thung lũng Paechun, đôi bạn đến được thị trấn Kowon. Tại đây hai người được nhận vào làm công nhân xây dựng. Mặc dù phải làm việc nhiều mà lương lại thấp nhưng Chung Ju-Yung vẫn thích thú với việc là ông vẫn có thể độc lập kiếm được tiền. Hai người tiếp tục làm công việc này được hai tháng cho đến lúc cha của ông đến thành phố bắt về.

#### Đào thoát lần thứ hai
Chuyến đi mà Chung Ju-Yung và bạn mình thực hiện trước đó đã làm cho ông nhận ra được niềm đam mê đích thực của mình là kỹ nghệ dân dụng. Khi trở lại Asan, ông lên kế hoạch trốn nhà một lần nữa, lần này là đến Seoul. Cùng với hai người bạn đồng hành, Chung Ju-Yung trốn nhà đến Seoul vào tháng 4 năm 1933. Thất bại của chuyến đi này dường như đã được biết ngay từ lúc khởi đầu, đặc biệt là một trong hai người bạn đồng hành đã bị bắt lại ngay từ đầu. Họa vô đơn chí, hai người còn lại lại bị một người nước ngoài lừa hứa nhận làm việc nhưng lại cuỗm hết số tiền của hai người mang theo. Chuyến đi kết thúc khi cha của Chung Ju-Yung tìm được hai người.

#### Nỗ lực lần thứ ba
Như vậy, Chung Ju-Yung lại trở về Asan và ở lại đó một năm giúp đỡ cha làm việc đồng áng. Khi công việc đã vãn, ông quyết định đấy là lúc phải thử một lần nữa để thoát khỏi cảnh nghèo khó. Ông đã trộm 70 won tiền bán bò của cha và tiền bán bê của chú ruột gửi cha mình nhân lúc khi cả nhà đang ngủ chạy ra ga Songchon và đón tàu đêm đi Seoul . Khi đến Seoul, Chung Ju-Yung đăng ký vào một trường học nghề với hy vọng trở thành một nhân viên kế toán. Mọi chuyện diễn ra êm xuôi trong hai tháng sau đó thì cha của ông lại đến tìm ông. Sau một cuộc tranh cãi nhỏ, ông lại được đưa trở lại Asan.

### Nhà buôn gạo
Vào năm 1933, ở tuổi 18, Chung Ju-Yung quyết định làm cuộc tẩu thoát thứ tư. Ông bỏ nhà đi trong đêm cùng với một người bạn đang muốn trốn chạy một cuộc hôn nhân sắp đặt trái ý muốn. Khi Chung Ju-Yung đến được Seoul, ông chấp nhận làm bất cứ công việc gì mà ông có thể tìm được. Đầu tiên, ông làm công việc của một người lao công ở cảng Incheon, sau đó trở thành công nhân xây dựng tại Trường Nghề Boseong.
Sau khi làm việc trong xưởng sản xuất si-rô khoảng gần một năm, Chung Ju-Yung chuyển sang làm công việc của một người đi giao hàng cho cửa hàng gạo Bokheung (Phục Hưng Thương Hội) ở Seoul. Công việc mới này giúp ông có những thăng tiến và ông đã quyết định làm toàn thời gian ở đây. Ông thường nhận được lời khen ngợi của những khách hàng quan trọng của cửa hàng và điều này đã làm người chủ rất hài lòng để rồi giao công việc kế toán cho ông chỉ sau vỏn vẹn có sáu tháng làm việc. Kinh nghiệm kế toán tại kho gạo sau đó đã giúp ông rất nhiều trong công việc làm ăn, kinh doanh sau này.
Năm 1937, người chủ cửa hàng gạo không muốn tiếp tục kinh doanh nữa vì cậu con trai ăn chơi trác táng và quyết định giao lại toàn bộ kho gạo cho Chung Ju-Yung để trở về Mãn Châu. Ở tuổi 22, Chung Ju-Yung trở thành ông chủ cửa hàng gạo và đổi tên cửa hàng thành Cửa hàng Gạo Kyungil (Kinh nhất Thương hội).. Nhờ sự uy tín chất lượng nên công việc buôn bán ở cửa hàng rất phát đạt. Hai năm sau, tháng 7 năm 1937, xảy ra sự kiện Lư Câu Kiều, cuộc xung đột này sau đó lan rộng một cách toàn diện. Cho đến tháng 12 năm 1939, chế độ phân phối gạo được ban bố, tất cả cửa hàng gạo trong nước bị buộc phải đóng cửa.

#### Xưởng sửa xe A-do
Chung Ju-Yung trở về làng khi công việc kinh doanh gạo bị thất bại và ở đó cho đến năm 1940, thời điểm ông quyết định quay trở lại Seoul. Sau khi xem xét những hạn chế của chính phủ Nhật áp đặt lên người Triều Tiên trong một số ngành công nghiệp, ông quyết định thâm nhập vào lĩnh vực sửa chữa ô tô. Sử dụng một xưởng sửa xe mua lại của một người bạn, Chung Ju-Yung bắt đầu công việc của xưởng sửa chữa xe hơi A-do với số vốn vay chỉ vỏn vẹn 3.000 Won. Trong ba năm, số nhân công đã tăng từ 20 lên 70 người và ông đã có thể có được nguồn lợi lớn. Năm 1943, Chính phủ chiếm đóng Nhật buộc xưởng sửa chữa phải sáp nhập với một nhà máy sản xuất thép. Mặc dù công việc kinh doanh của ông đang trên đường thoái triển do sự chèn ép của người Nhật nhưng ông vẫn trở về Asan với số tiền tiết kiệm được lên đến hơn 50.000 Won và tiếp tục chờ đợi thêm những thời cơ mới.

### Hyundai
Vào năm 1946, sau khi bán đảo Triều Tiên được quân đội đồng minh giải phóng khỏi sự đô hộ của đế quốc Nhật, Chung Ju-Yung bắt đầu thành lập Hyundai (ban đầu lấy tên là công ty Công nghiệp Dân Dụng Hyundai) khi dự báo được quá trình tái xây dựng và công nghiệp hóa thời kỳ hậu chiến. Chung Ju-Yung đã thắng thầu các hợp đồng của chính phủ và trở thành người chịu trách nhiệm xây dựng phần lớn các cơ sở hạ tầng giao thông của Nam Triều Tiên bao gồm đập thủy điện Soyang vào năm 1967, đường cao tốc Gyeongbuk vào năm 1970, xưởng đóng tàu lớn nhất thế giới ở Ulsan, nhà máy điện hạt nhân Kori và rất nhiều công trình quan trọng khác. Chung Ju-Yung cũng thắng các hợp đồng của quân đội Hoa Kỳ để xây dựng các công trình cho họ vì người em trai của ông có thể nói lưu loát tiếng Anh và có mối quan hệ rất tốt với các kỹ sư của quân đội Mỹ.
Trong cuộc xâm lược của Bắc Triều Tiên vào năm 1950, Chung Ju-Yung buộc phải từ bỏ các dự án xây dựng của mình và cùng với con trai chạy nạn về Busan. Ở đây, ông tiếp tục xây dựng công ty bằng cách làm tất cả công việc mà ông có thể có từ Lực lượng Liên Hợp Quốc và của Bộ Giao thông Hàn Quốc. Khi Seoul được các lực lượng Liên Hợp Quốc giành lại, Chung Ju-Yung đã quay trở lại đây để tái thiết lại công ty và sau đó ông tiếp tục nhận được nhiều hơn những hợp đồng đến từ người Mỹ.
Từ đó về sau, Chung Ju-Yung tiếp tục phát triển và đa dạng hóa công ty trở thành một tập đoàn quan trọng của Hàn Quốc. Mặc dù không có kinh nghiệm gì trong việc đóng tàu, ông vẫn quyết định xây dựng một nhà máy đóng tàu lớn nhất thế giới ở Ulsan. Sản phẩm đầu tiên được hoàn thành ba năm sau đó (nhanh hơn thời gian dự tính là 5 năm) vì ông vừa cho xây xưởng đóng tàu vừa đóng tàu cùng lúc.

#### Cảng công nghiệp Dubai
Tháng 12/1975, Chung Ju-Yung cùng đoàn đại diện của Hyundai đấu thầu thành công công trình xây dựng cảng công nghiệp Dubai (UAE).

#### Đê ngăn sóng biển vịnh Chonshu
Ngày 25/02/1984, với tư cách người đứng đầu Hyundai, Chung Ju-Yung chỉ đạo xây dựng thành công đê ngăn sóng biển ở vịnh Chonshu. Thành công của công trình này mang lại cho Hàn Quốc khoảng hơn 1.000.000 mét vuông đất nông nghiệp.

## Những năm cuối đời
Từ những năm 1980 cho đến gần đây, Hyundai được phân thành nhiều tập đoàn vệ tinh. Chung Ju-Yung đã có một sự nghiệp hết sức thành công. Ông đã gửi 1001 con bò qua Khu phi quân sự sang Bắc Triều Tiên. Ông cũng là người đầu tiên khởi xướng chương trình tham quan du lịch Geumgangsan. Ông là người góp phần phát triển Hyundai Pony - xe hơi tự lắp ráp đầu tiên của Hyundai và đây là bước khởi đầu của hãng xe hơi Hyundai. Ông cũng thành lập công ty thép Hyundai.
Hoạt động từ thiện của ông làm ông khác biệt với tất cả các doanh nhân khác cùng thế hệ. Năm 1977, ông thành lập "Quỹ Asan" với quy mô hoạt động có thể sánh ngang với các quỹ lớn của Ford hoặc Rockefeller.
Quỹ Asan được tổ chức thành 4 lĩnh vực hoạt động chính: hỗ trợ y khoa, an sinh xã hội, nghiên cứu phát triển và quỹ học bổng. Thông qua những nỗ lực to lớn này, Quỹ Asan đã thành lập được 9 bệnh viện ở Hàn Quốc, thành lập Trường Đại học Y khoa Ulsan và cung cấp tài chính cho Viện Nghiên cứu Khoa học Sự sống Asan. Quỹ Asan cũng khởi động sự sắp xếp hợp tác giữa nền công nghiệp và các viện nghiên cứu bằng cách hỗ trợ nghiên cứu khoa học như Quỹ Nghiên cứu Sinyoung.

## Hoạt động chính trị
Chung Ju-Yung được ghi nhận công lao quan trọng trong việc vận động hành lang thành công để Hàn Quốc đăng cai tổ chức Olympic Mùa hè 1988. Thành công này làm đậm nét sự thành công của thế hệ Chung Ju-Yung trong mắt thế giới bên ngoài và trở thành một nguồn tự hào to lớn cho người dân thành phố Seoul. Năm 1992, Ủy ban Olympic Quốc tế phong tặng ông Huy chương IOC vì những đóng góp to lớn của ông cho nền thể thao và hình ảnh đất nước Hàn Quốc.
Chung Ju-Yung cũng đã đóng góp công sức trong việc bình thường hóa giữa hai miền Triều Tiên. Năm 1998, vào tuổi 82, Chung Ju-Yung vẫn làm việc với chính phủ Hàn Quốc để cung cấp sự trợ giúp về kinh tế cho miền Bắc, khi đó, Tổng thống Hàn Quốc Kim Dae-jung muốn hỗ trợ hơn 100 triệu đô la Mỹ như là một cách để giúp đỡ nền kinh tế của Bắc Triều Tiên, tuy nhiên Tổng thống Kim lại không thể tìm ra một phương cách hợp lý để chuyển quỹ này. Ông bèn nhờ đến Chung Ju-Yung, người đã từng tham gia đàm phán thành công một chương trình hợp tác nhằm thúc đẩy kinh tế và hỗ trợ phát triển lớn với miền Bắc. Kim Dae-jung đã thuyết phục ông tăng khoản đầu tư hơn 100 triệu đô la này, huy động từ một nguồn vốn bí mật do Ngân hàng Phát triển Triều Tiên, một ngân hàng do chính phủ kiểm soát cung cấp. Cuộc họp của hội nghị thượng đỉnh Liên Triều lịch sử lần đầu tiên sau đó đã được tiến hành và Chung Ju-Yung đã đi qua biên giới Hàn – Triều cùng với 500 "con bò thống nhất" làm quà tặng cho người dân Bắc Triều Tiên.

## Từ trần
Chung Ju-Yung từ trần ở tuổi 85 tại nhà riêng ở Seoul và được chôn cất, an táng theo những nghi thức truyền thống của Phật giáo và Khổng giáo. Vợ ông, bà Byun Joong-seok, mất vào ngày 17 tháng 8 năm 2007, một phần là do biến chứng của bệnh tim, bà được chôn cất trong nghĩa trang gia đình ở Hanam cùng với chồng và người con trai của mình.

## Gia đình

### Các em
- Chung In-yung (1920 ~ 2006)
- Chung Soon-yung (1922 ~ 2005)
- Chung Hee-yung (1925 ~ 2015)
- Chung Se-yung (1928 ~ 2005)
- Chung Shin-yung (1931 ~ 1962)
- Chung Sang-yung (1936 ~)

### Các con
- Chung Mong-pil (1934 ~ 1982)
- Chung Mong-koo (1938~)
- Chung Mong-kun (1942 ~)
- Chung Kyung-hee (1944 ~)
- Chung Mong-woo (1945 ~ 1990)
- Chung Mong-hun (1948 ~ 2003)
- Chung Mong-joon (1951 ~)
- Chung Mong-yoon (1955 ~)
- Chung Mong-il (1959 ~)
- Chung Chung In (Grace Jeong; 1979)
- Chung Chung Im (Elizabeth Jeong 1981)

## Tác phẩm
- Không bao giờ là thất bại, tất cả là thử thách (시련은 있어도 실패는 없다)
- Born in This Land (이 땅에 태어나서)
- Your Lips Need to Burn if You Plan to Succeed (입이 뜨거워야 성공할 수 있다)